# Shaun Bailey (homme politique londonien)
Pour les articles homonymes, voir Shaun Bailey et Bailey.
Shaun Bailey, né le 30 mai 1971 à Londres, est un homme politique britannique, candidat du Parti conservateur pour les élections municipales de 2020 à Londres.
Il est membre de l'Assemblée de Londres depuis le 6 mai 2016. Il est créé pair à vie, avec le titre de baron Bailey de Paddington le 10 juillet 2023.

## Formation
Son grand-père est originaire de Jamaïque et vient à Londres après avoir combattu pendant la Seconde Guerre mondiale.
Son père, chauffeur routier, est fréquemment loin du domicile familial et sa mère doit l'élever seule, avec son frère[réf. nécessaire].

## Carrière
En 2005, il est animateur de jeunesse à North Kensington. Il est invité à faire partie du Think tank Centre for Policy Studies, pour sa connaissance des difficultés sociales des quartiers les plus défavorisés de Londres.
Il est confronté aux émeutes de 2011, et remarqué, sur la BBC, pour son analyse différente de celle de Ken Livingstone.
A la même période, il est candidat à Hammersmith.
En 2013, il est conseiller spécial du Premier ministre britannique, David Cameron.
Sa campagne électorale à la mairie de Londres apparait comme ratée et le Parti conservateur ne lui apporte qu'un soutien distant.